# ولسوالی تولک
تولک از شهرستان های استان غور به مرکزیت شهر تولک می‌باشد که در غرب افغانستان با فاصله ۱۹۵ کیلومتری از شهر فیروزکوه و ۲۲۵ کیلومتری از شهر هرات قرار دارد؛ جمعیت آن قرار آمار سال ۲۰۲۰ برنامه ملی میثاق شهروندی حدود۱۰۳۶۱۲ نفر گزارش شده و مساحت آن به ۲٬۷۴۴ کیلومترمربع می‌رسد.
زبان این مردم فارسی بوده و به لهجه محلی صحبت می‌نمایند، اکثر مردم در شهرستان تولک تاجیک بوده که به‌صورت عموم در تمام نقاط تولک زندگی مینمایند اما اقوام و اقلیت های دیگری مانند بلوچ، پشتون و هزاره نیز در مناطق تولک به‌صورت پراکنده زندگی مینمایند:
1. تاجیک ها نفوس اصلی این شهرستان را تشکیل داده و در تمام نقاط  تولک زندگی مینمایند.
2. قوم بلوچ عموما در قریه تحت نام بلوچ ها در ناحیه تگاب اشنان دارای ۱۳۴ فامیل و ۷۵۸ نفر نفوس بوده و همچنان در قریه کاریز دای نیز زندگی مینمایند.
3. قوم پشتون در مرکز شهرستان تولک اکثرا در قریه کشکر و تعدادی نیز در قریه چهل دختران زندگی مینمایند که نفوس آنها نیز در حدود ۳۰ الی ۴۰ فامیل می‌باشد.
4. هزاره ها در قریه تحت نام هزاره های دای که بنا بر ارقام شورای های انکشافی این اقلیت همراه با قوم جامی دارای یک شورای انکشافی مشترک بوده و دارای ۱۷۵ فامیل و ۱۵۴۴ نفر نفوس میباشند و همچنان در ناحیه تگاب اشنان تعدای محدودی از هزاره ها نیز به‌صورت پراکنده زندگی مینمایند.

شهرستان تولک دارای آب وهوای سرد بوده و ار تفاع آن از سطح بحر (۲۱۹۵) متر است. کشت گندم، جو، لنگاش، برنج، جواری، پیاز، کچالو، نخود، سیر، کرابیه و زعفران در این شهرستان مروج است. زرد آلو، چهارمغز، بادام، سیب و شفتالو از محصولات باغداری این شهرستان می‌باشد. منجورک، درونه، زیره، خرسم، زرشک، پسته، پیاز کوهی و رواشک از پیداوار کوهی در این شهرستان می‌باشد. از غذاهای مشهورمحلی در تولک می‌توان آش، قلور تُرش، خلووک، پلنی و سمنک را نام برد.

## شخصیت ها
شهرستان تولک غور در طول تاریخ داری شخصیت های در حوزه های سیاسی، فرهنگی، علمی، ادبی، اجتماعی و دیگر حوزه ها حضور فعال و مستحکم داشته اند بوده است:
حوزه علمی (ادبی):
1. سید شمس الدین حیران از تحت مرکز تولک.(شاعر و نویسنده)
2. الحاج سید محمد رفیق نادم از روستای قلعه فولاد تحت مرکز شهرستان تولک.(شاعر، نویسنده، سیاستمدار و بزرگ قوم سادات)
3. محترم فضل الحق فضل از روستای کدرآب تولک(از برجسته ترین شاعران شهرستان تولک)
4. حاجی عبدالسمیع فرید از قریه کشکر سفلی شهرستان تولک. (شاعر، نویسنده و یکی از مشهور ترین خطاطان تولک)
5. مولوی شمعون صمیم از ناحیه سنگ خلق(شاعر)
6. مهندس تسلی فقیری از ناحیه جواجه (شاعر)
7. الحاج غلام محمد "خیرخواه" از ناحیه چهارخانه (نویسنده)

حوزه علمی (دینی):
1. علامه محمد از روستای جیره گگ.
2. حاجی مولوی محمد حلیم از روستای سردره
3. حاجی مولوی محمد اسحاق از ناحیه سنگ خلق
4. حاجی مولوی عبدالستار از ناحیه کبوتر خوان
5. مولوی تاج محمد وحیدیار  از تحت مرکز

حوزه علمی (طبی):
1. متخصص عبدالمنان آزاد منش از ناحیه جواجه
2. متخصص محمد طاهر محب از تحت مرکز
3. داکتر عبدالواسع فقیری از ناحیه جواجه
4. داکتر عبدالظاهر اویانی از ناحیه چهار راه
5. داکتر سیف الرحمن "صمیم" از ناحیه چهار خانه

## آمار و ارقام
- تعداد خانواده‌های شهرستان تولک در سال ۲۰۱۸ میلادی: (۱۸۰۳۶) خانواده.
- تعداد نفوس شهرستان تولک در سال ۲۰۱۸ میلادی از منبع برنامه ملی میثاق شهروندی (۱۰۳۶۱۲) نفر.
تعداد مردان: ۵۲۴۷۲ نفر مرد
تعداد زنان: ۵۱۱۴۰ نفر زن
- کد شناسایی شهرستان تولک: ۲۷۰۳
- تعداد شوراهای انکشافی: (۹۸) شورا.
- تعداد روستا ها : (۲۱۵) قریه.
- تعداد کلسترهای شورای انکشافی روستا ها : (۲۲) کلستر.
- سطح سواد: (% ۳۰).
- زمین کشاورزی آبی (۹۷۹۳۶) جریب و زمین کشاورزی للمی (۲۲۸۵۱۸) جریب.
- شغل: کشاورزی %۸۵، تجارت %۱۱، کارکنان دولتی وغیر دولتی %۴.

### نام‌های کلسترهای شورای انکشافی شهرستان تولک
کد نمبر کلسترها به ترتیب از 27-2703-Cm001
1. کلستر مرکز
2. سرقل
3. عقابخانه
4. چهار راه
5. سنگ خلق
6. چهار تگاب
7. زارگی
8. ده سرخ
9. رزقا
10. دهن کبوترخان
11. خاکچه‌ها
12. کلور
13. گاوکش
14. تگاب اشنان
15. ریشبزان
16. جواجه
17. رباط
18. دای
19. کوتاه
20. شاخ
21. بقرستان
22. زه افغان

### نام‌های شوراهای انکشافی و آمار آن
کد نمبر شوراها به ترتیب از 27-2703-M0001
شماره نام - تعداد خانواده - نفوس
۱ خواجه ها- ۱۹۳ ۱۰۷۸
۲ کاه درو ۲۳۸ ۱۱۹۹
۳ اویان ۱۰۵ ۵۱۹
۴ گزک ۴۵۶ ۲۳۰۳
۵ گدایی ۱۲۱ ۶۵۱
۶ نهاله ۱۷۱ ۷۹۵
۷ دهن رباط ۲۷۰ ۱۶۶۶
۸ اسکوان ۱۲۵ ۶۷۰
۹ پای تنگی زارگی ۲۱۸ ۱۲۰۱
۱۰ سر دره ۱۲۴ ۷۱۹
۱۱ کاریزک ۷۵ ۳۹۵
۱۲ کشکرها ۱۲۶ ۶۶۳
۱۳ بنفشان ۱۱۵ ۷۰۷
۱۴ تنگی نبات ۹۴ ۵۰۹
۱۵ دهن استر آباد ۲۱۱ ۱۱۵۷
۱۶ چشمه دراز ۲۹۶ ۱۵۰۴
۱۷ مشکوله‌ها ۲۳۱ ۱۴۰۳
۱۸ خمین ۱۸۹ ۱۰۸۰
۱۹ سنگ خلق ۳۵۶ ۱۸۸۹
۲۰ صحرایک ۷۵ ۳۸۱
۲۱ رباط زید ۸۶ ۴۱۵
۲۲ سرقل ۲۸۱ ۱۴۵۱
۲۳ چهارخانه ۸۶ ۴۴۳
۲۴ بلوچ‌ها ۱۳۴ ۷۵۸
۲۵ قندی رزقا ۱۶۵ ۱۰۰۷
۲۶ قلعه شاخ ۱۶۶ ۱۲۰۷
۲۷ انجیرک ۱۷۳ ۸۷۰
۲۸ کجایی ۱۶۲ ۸۶۰
۲۹ غار دای ۱۳۵ ۹۶۴
۳۰ هزاره دای ۱۷۵ ۱۵۴۴
۳۱ تهاب ۱۹۵ ۹۷۱
۳۲ دره مگس ۱۸۱ ۱۱۶۹
۳۳ تگاب دای ۱۲۵ ۷۴۱
۳۴ دهن کبوترخان ۲۶۳ ۱۵۵۳
۳۵ خاکچه‌ها ۱۷۶ ۱۳۱۳
۳۶ دهن باغچه ۲۴۶ ۱۴۲۹
۳۷ سرآسیاب ۲۲۲ ۱۲۱۰
۳۸ لرک ۱۸۲ ۹۴۲
۳۹ تهنیک ۲۵۶ ۱۶۲۲
۴۰ شوراب ۲۷۳ ۱۵۰۰
۴۱ مرغزار ۱۷۰ ۹۱۹
۴۲ چشمه مخ ۱۱۰ ۶۰۸
۴۳ زرنیچ ۱۱۸ ۷۷۹
۴۴ پیازی ۱۴۰ ۱۳۰۷
۴۵ استرآباد ۷۱ ۳۷۸
۴۶ تابه سنگ ۸۴ ۸۳۲
۴۷ ماه گل ۲۵۶ ۱۵۱۹
۴۸ تخرید ۱۲۶ ۶۳۲
۴۹ هوتکها ۱۸۹ ۹۵۰
۵۰ صوفی‌ها ۲۶۶ ۱۷۱۰
۵۱ آبشگن ۲۳۴ ۱۵۲۱
۵۲ خیل کمال ۱۰۰ ۵۸۲
۵۳ گلدان ۴۳۲ ۲۲۱۶
۵۴ کبوترخان ۱۲۸ ۹۷۸
۵۵ دهن ورقه ۱۲۳ ۸۹۰
۵۶ ده سرخ ۱۹۲ ۱۰۳۶
۵۷ چشمه میران ۱۵۲ ۹۳۶
۵۸ آستانه ۲۰۸ ۱۴۸۶
۵۹ مناره ۲۲۷ ۱۱۷۲
۶۰ خواجه میار ۱۲۱ ۷۱۸
۶۱ سرونه ۷۰ ۳۶۶
۶۲ دشک ۱۵۲ ۸۵۲
۶۳ ریگچه ۱۴۷ ۸۵۷
۶۴ تحت قلعه ۱۶۶ ۱۰۱۳
۶۵ دهن زارگی ۱۸۴ ۹۲۱
۶۶ پای قلعه ۲۳۲ ۱۳۶۲
۶۷ آب بره ۱۳۶ ۶۹۹
۶۸ دهن کوتاه ۱۰۵ ۵۵۰
۶۹ بادغیسک ۹۲ ۶۴۹
۷۰ پیلوند ۱۷۵ ۱۰۳۶
۷۱ جره گک ۷۷ ۴۱۶
۷۲ درونه ئی ۲۵۲ ۱۴۱۲
۷۳ ایزدوک ۱۷۱ ۱۰۶۵
۷۴ دهن شاخ ۲۰۳ ۱۳۷۵
۷۵ پهلوانها ۱۷۱ ۹۳۱
۷۶ خواجه سیمن ۲۴۱ ۱۲۵۵
۷۷ عقابخانه ۲۶۶ ۱۳۴۱
۷۸ کهنه ۳۱۰ ۱۵۴۸
۷۹ سیاه خاک ۲۳۵ ۱۱۷۷
۸۰ دهن گاوکش ۱۹۰ ۱۰۰۰
۸۱ دهن ایزدی ۱۳۱ ۱۱۵۶
۸۲ ایزدی ۲۶۳ ۱۳۲۵
۸۳ جنگجای ۱۴۹ ۱۰۸۶
۸۴ دهن سرونه ۱۶۹ ۹۵۸
۸۵ خفته ۷۲ ۳۷۰
۸۶ چالوق ۱۷۷ ۱۱۸۰
۸۷ کلور ۲۷۱ ۱۳۸۵
۸۸ کشکامین ۲۷۱ ۱۴۷۹
۸۹ ریشبزان ۱۵۳ ۸۴۱
۹۰ نوچاره ۲۷۰ ۱۳۶۳
۹۱ دستاسک ۲۴۱ ۱۲۳۳
۹۲ شنگ‌ها ۲۶۰ ۱۳۴۰
۹۳ سر جنگل ۲۲۲ ۱۴۵۶
۹۴ خشکابه ۹۸ ۴۱۵
۹۵ سنگ کر ۱۹۴ ۹۹۴
۹۶ سم سنگی ۱۹۵ ۱۱۵۸
۹۷ گردن بریده ۱۹۰ ۱۱۳۹
۹۸ مرغزار زه افغان ۲۱۷ ۱۲۸۲
مجموع: ۱۸۰۳۶ ۱۰۳۶۱۲

## جاذبه های تاریخی و تفریحی
در شهرستان تولک جاذبه های گردشگری زیادی وجود که که در طول سال بخاطر نبود امنیت درست از چشم مردم پنهان مانده است اما در این اواخر با ایجاد شرایط امنیتی مناسب این جاذبه ها مورد توجه مردم قرار گرفته است که به‌صورت جداگانه به ترتیب نام گرفته شده است:
جاذبه های طبیعی:
1. غار کشکامین در ناحیه دای یکی از عجایب ها و شاهکار پیچیده طبیعت بود که در شمال شهرستان تولک قرار دارد، طبق گفته های مردم محل مردم به‌صورت گروهی با یک نفر رهنما از روستای کشکامین وارد این غار شده و با پیمودن راه های پر پیچ و خم زیادی با عبور از میان سخره های بزرگ در منطقه های دیدنی زیادی میرسند اما هنوز نتوانستند به انتهای آن برسند، قابل ذکر است اشخاص که وارد این منطقه می‌شوند باید با داشتن چراغ های قوی آماده پیمودن راه شوند و همچنان سنگ های معدنی که از قطرات آب تشکیل می‌شود و دارای اشکال زیبا میباشند در این غار وجود دارد.
2. چشمه آب گرم در ناحیه زارگی در شمال شهرستان تولک قرار دارد که دارای آب گرم میباشد و همچنان مشابه به این چشمه در منطقه چالق در ناحیه جواجه وجود دارد.
3. هلنگ عروس در روستای گلدان در شرق تولک یکی از بزرگترین چمن های تفریحی و زیبا بوده که در فصل تابستان با رفتن مردم محل و برپا کردن خیمه های سیاهرنگ شکل جالبتری بخود میگیرد.
4. سرجر تهاب در جنوب و جر کاریز در ناحیه تگاب اشنان با تنگی شاخ ملان در غرب ناحیه تگاب اشنان نیز در فصل بهار از زیباترین جاذبه های طبیعی در تولک می‌باشد.

جاذبه های تاریخی:
1. زیارت خوجه عبدالله علوی از خاندان اهل سادات بوده و در مرکز تولک قرار دارد که دارای یک تاریخ ارزنده و مهم در این ناحیه می‌باشد.
2. غار های گاوکش که در شمال شرق تولک در ناحیه گاوکش قرار دارند ساحه ارزنده گردشگری را ایجاد کرده اند، گفته میشود که سکه های از زمان امپراتوری غوری ها در این غار ها یافت شده است و همچنان افسانه های زیادی از این منطقه در میان مردم محل بازگو میشود که حکایت از عجایب میکند.
3. قلعه ملک انتر/عنتر از مناطق تاریخی تولک بوده که بالای یک تپه طبیعی غیر قابل نفوذ در قریه خواجه ها در مرکز تولک قرار گرفته است و گفته می‌شود که در زمان چنگیز با حملات مغول ها مقاومت زیاد کرده و مغول ها نتوانستند این دژ مستحکم را فتح کنند.

## جغرافیا
این شهرستان از سمت شمال به شهرستان چشت شریف و اوبه استان هرات، از طرف جنوب به شهرستان ساغر، از طرف شرق به شهرستان شهرک و از طرف غرب به شهرستان فارسی استان هرات هم‌سرحد است.
شهرستان تولک دارای آب وهوای سرد بوده و ار تفاع آن از سطح بحر ۲۱۹۵ متر است.

### محیط زیست
در شهرستان تولک از محیط زیست مانند سایر نقاط افغانستان از طرف مردم و حکومت به گونه درست حفاظت صورت نگرفته و شهرستان تولک همچنان متأثر از این بی‌خبری و عدم رعایت اصول محیط زیستی می‌باشد.
قاچاق گیاهان کوهی مانند سرش کوهی، مسواک، سبستک و اخیراً بوته‌های یمه که به گونه وحشتناکی از ریشه کنده شده و هر کیلوگرام به مبلغ ناچیزی در حدود ده افغانی به فروش می‌رود، نگرانی‌های شماری از باشندگان این شهرستان را درپی داشته‌است.
بی اعتنایی ادارات زیربط دولتی باعث شده خرید و فروش این گیاهان به یک چالش بزرگ در برابر محیط زیست شود و مستقیماً محیط زیست را متاثرسازد. تا جاییکه برای تهیه کردن یک کیلوگرام ریشه سرش کوهی باید در حدود ۵ متر مربع زمین سبز را از بین برد که با این حساب می‌توان گفت چند صد جریب از بستر سبز زمین‌های این شهرستان از بین رفته‌است.

### روستاها
مناطق بزرگ شهرستان تولک شامل: تگاب اوشلان، دای، دم کوه، کوتاه، زی افغان، بقرستان، جواجه، رباط، چهار راه، گاوکش، ومرکز می‌باشند.
نام روستاها و فاصله آن از مرکز شهرستان
1. سم سنگی به فاصله ۶۵ کیلومتری از مرکز
2. گردن بریده ۶۳
3. دهن گاوکش ۵۸
4. زقند ۵۶
5. دهن زقند ۵۴
6. مناره ۵۱
7. ده سرخ ۴۹
8. اسپی بز ۴۶
9. کاج ۴۵
10. شینه بقر ۴۴
11. دهن پیلوند ۴۳

۱۲- جر پیلوند ۴۷
۱۳- دهن درونه یی ۴۵
۱۴- جر درونه یی ۴۷
۱۵- دهن چهارراه ۳۵
۱۶- توتک ۳۷
۱۷- مندیشی ۳۶
۱۸- آبشگن ۲۷
۱۹- پهلوانها ۲۵
۲۰- خلوک‌ها ۲۷
۲۱- نوچاره ۲۸
۲۲- پای تنگی ۳۰
۲۳- بلندر ۳۲
۲۴- دهن زارگی ۲۳
۲۵- پای زیارت ۲۵
۲۶- نوسم ۲۶
۲۷- نومزار ۲۷
۲۸- گدایی ۲۹
۲۹- ریشبزان ۳۳
۳۰- گزک ۳۲
۳۱- بنفشان ۳۱
۳۲- خیل کمال ۲۹
۳۳- پای قلعه ۲۸
۳۴- خم سیاه ۲۹
۳۵- خم جاروبی ۲۹
۳۶- مشکوله‌ها ۳۲
۳۷- صوفی‌ها ۳۷
۳۸- خواجه مراد ۴۰
۳۹- آب سرخ ۵۰
۴۰- دوتایی ۵۴
۴۱- خواجه میار ۵۷
۴۲- کاریزک ۴۳
۴۳- مرغزار ۴۵
۴۴- پنجاب ۴۷
۴۵- آلنجک ۴۷
۴۶- خشنو ۵۱
۴۷- خالکی‌ها ۵۶
۴۸- تگاب دای ۵۵
۴۹- هزاره دای ۵۶
۵۰- غار دای ۵۸
۵۱- کجایی‌ها ۵۹
۵۲- گلوگاو ۶۱
۵۳- کلور ۶۳
۵۴- کشکامین ۶۵
۵۵- چشمه سرخک دای ۷۱
۵۶- خواجه سیبک ۷۰
۵۷- کوت و کوله ۷۲
۵۸- انجیرک ۷۴
۵۹- اسپی سبست ۷۵
۶۰- خواجه لربی ۷۲
۶۱- خواجه لربی علیا ۷۱
۶۲- رضوان ۶۰
۶۳- لرک ۵۵
۶۴- سرتنگی شاخ ۶۵
۶۵- زیر تنگی شاخ ۶۳
۶۶- قلعه شاخ ۶۴
۶۷- سرجنگل ۶۰
۶۸- تابه سنگ ۵۷
۶۹- تهنیک ۵۵
۷۰- دهن کوتاه ۴۸
۷۱- گنجی‌های رزقا ۴۱
۷۲- قندی‌ها ۴۰
۷۳- شنگ وسطی ۵۸
۷۴- شنگ علیا ۵۶
۷۵- جنگل ۳۸
۷۶- پیازی ۴۳
۷۷- یکه سم ۴۰
۷۸- رباط میرا ۴۳
۷۹- چشمه مخ ۲۶
۸۰- بلوچ‌ها ۳۱
۸۱- دربند ۲۶
۸۲- بالینه ۳۳
۸۳- خربید ۳۱
۸۴- هوتک‌ها ۲۶
۸۵- سیاه سنگک ۱۶
۸۶- تخرید ۱۴
۸۷- خم سنجد ۲۷
۸۸- غال عکه ۱۷
۸۹- برف آبک ۲۰
۹۰- چشمه سرخک ۱۱
۹۱- سردره ۶
۹۲- ایزدوک ۱۰
۹۳- دهن کبوترخان ۱۲
۹۴- تنگی گرگچه ۱۴
۹۵- دره مگس ۱۸
۹۶- دهن راه خشک ۲۰
۹۷- راه خشک ۲۱
۹۸- خواجه‌ها ۳
۹۹- چهل دختران ۲
۱۰۰- تحت قلعه ۱
۱۰۱- حیدر آباد ۱
۱۰۲- سرآسیاب ۱
۱۰۳- سنگ سفید ۳
۱۰۴- کشکر سفلی ۳
۱۰۵- رباط زید ۱۱
۱۰۶- سنگ کر ۳
۱۰۷- قشلاقک ۱۳
۱۰۸- سنگ خلق ۱۵
۱۰۹- چهارخانه ۱۲
۱۱۰- بلبلک ۱۶
۱۱۱- استرآباد ۱۵
۱۱۲- دهن استر آباد ۱۷
۱۱۳- دهن دوشک ۱۸
۱۱۴- قاوه ۱۹
۱۱۵- دشک ۱۸
۱۱۶- جهره گک ۲۴
۱۱۷- خواجه سیمن ۳۰
۱۱۸- آب بره ۱۹
۱۱۹- دهن کرمنج ۱۴
۱۲۰- چشمه دراز ۱۶
۱۲۱- الاره ۱۸
۱۲۲- سیاه لاخ ۱۹
۱۲۳- گزک ۳۰
۱۲۴- نهاله ۳۵
۱۲۵- زره دان ۳۶
۱۲۶- دستاسک ۴۰
۱۲۷- دهن دستاسک ۳۹
۱۲۸- زرقل ۲۲
۱۲۹- سم سنگی ۲۱
۱۳۰- تنگی نبات ۱۰
۱۳۱- گدای صنم ۲۵
۱۳۲- اویان ۲۲
۱۳۳- عقابخانه ۲۹
۱۳۴- بادغیسک ۲۷
۱۳۵- کهنه ۳۳
۱۳۶- دهن کهنه ۳۱
۱۳۷- تیموری‌ها ۲۰
۱۳۸- گلدان ۲۲
۱۳۹- نالو ۳۴
۱۴۰- ملخوله ۳۳
۱۴۱- آلنجک ۳۲
۱۴۲- سیاه خاک ۳۸
۱۴۳- جنگلک ۴۲
۱۴۴- فالیزک ۴۰
۱۴۵- کشکر افغان ۶
۱۴۶- ایزدی ۶۰
۱۴۷- دهن ایزدی ۶۵
۱۴۸- تیل پنبه ۶۳
۱۴۹- دهن اجغل ۶۲
۱۵۰- اجغل ۶۱
۱۵۱- سرخمین ۵۸
۱۵۲- خندق ۴۳
۱۵۳- سربندک ۶۲
۱۵۴- خمین ۵۷
۱۵۵- رباط ۴۱
۱۵۶- دهن رباط ۴۲
۱۵۷- سرجر تهاب ۱۸
۱۵۸- خشک آبه ۱۵
۱۵۹- تهاب ۱۲
۱۶۰- دهن تیله ۴۲
۱۶۱- دهن تهاب ۱۱
۱۶۲- کشکر علیا ۸
۱۶۳- سرپشته ۴
۱۶۴- جنگجای ۳۴
۱۶۵- بادغیسک ۳۵
۱۶۶- زیرنیچ ۳۷
۱۶۷- درودی ۲۰
۱۶۸- زلینچه ۱۵
۱۶۹- کاه درو ۹
۱۷۰- کورابک ۲۴
۱۷۱- هفتنک ۱۳
۱۷۲- قلعه فولاد ۱
۱۷۳- جهرک ۲
۱۷۴- چشمه میران ۱۴
۱۷۵- تلووک ۱۴
۱۷۶- اسکوان ۱۲
۱۷۷- زول باز ۱۹
۱۷۸- کبوترخان ۱۸
۱۷۹- شوراب ۲۱
۱۸۰- خلینه ۲۵
۱۸۱- خفته ۳۰
۱۸۲- ریگچه ۴۰
۱۸۳- سرجنگل ۲۵
۱۸۴- پشته میرزاده ۱۳
۱۸۵- سنگ میشینه ۲۵
۱۸۶- خاکچه‌ها ۳۵
۱۸۷- گنداب ۳۰
۱۸۸- آستانه ۳۶
۱۸۹- اندرشپی ۳۷
۱۹۰- علمداری‌ها ۱۹
۱۹۱- ماه گل ۲۳
۱۹۲- گرم آبک ۳۷
۱۹۳- چالوق ۶۰
۱۹۴- اسفنیج ۵۷
۱۹۵- نعل بندان ۴۷
۱۹۶- خرپال ۶۵
۱۹۷- انگورگ ۶۳
۱۹۸- ناسفند ۳۱
۱۹۹- پیتومراد ۴۸
۲۰۰- باغیجه یک ۵۲
۲۰۱- کشکک ۱۸
۲۰۲- اولاد اغداد ۲۶
۲۰۳- دهن سرونه ۲۵
۲۰۴- سرونه ۲۸
۲۰۵- صحرایک ۲۹
۲۰۶- کورابک ۲۸
۲۰۷- سرجنگل ۲۷
۲۰۸- دهن ورقه ۲۶
۲۰۹- خم سیاه ۳۵
۲۱۰- گیمک ۴۶
۲۱۱- روغنی ۱۵
۲۱۲- چک آب ۱۵
۲۱۳- خرناس ۲۵
۲۱۴- برمال ۴۵
۲۱۵- لاخی‌ها ۶۷

## حکومت
فرماندار های شهرستان تولک از سال 1338 تا سال 1402 هـ ش
- سراج الدین خان از استان کابل
- عبدالمجید خان از استان کابل
- عبدالظاهر خان از استان هرات
- میر عزیزالحق از استان هرات
- عبدالحلیم خان راهق
- غلام عثمان خان کاکری از استان هرات
- عبدالرشید خان از و استان قندهار
- دوست محمد خان از شهرستان تیوره استان غور
- شاه محمد کوهستانی از شهرستان تولک استان غور
- سردار محمد جلیس از شهرستان تولک استان غور
- استاد عبدالکریم رحمانی از شهرستان تولک استان غور
- سید امام الدین علوی از شهرستان تولک استان غور
- عبدالکریم سدید از شهرستان تولک استان غور
- الحاج محمد عظیم از شهرستان تولک استان غور
- محمد طاهر سروری از شهرستان تولک استان غور
- میرزا محمد رسول از شهرستان تیوره استان غور
- حاجی فیض محمد از شهرستان فارسی استان هرات
- ملا ملهم از شهرستان بالامرغاب از استان بادغیس
- ملا عبدالرحمن از شهرستان بالامرغاب استان بادغیس
- ملا محمد طاهر صدیقی از شهرستان تولک استان غور
- الحاج ارباب سلطان خان از شهرستان تولک استان غور
- ارباب محمد اتکل از شهرستان پسابند استان غور
- الحاج آقا سید بهرام الدین از شهرسستان ساغر استان غور
- عبدالرحمن فرهنگ از شهرستان ساغر استان غور
- محمد نادر دانشیار از شهرستان تیوره استان غور
- الحاج تاج محمد تقوا از شهرستان برکه استان بغلان
- محمد رفیق اعلم از شهرستان تیوره استان غور
- مولوی سلیمان یوسفی از شهرستان تولک استان غور
- مولوی عبدالاحد عبیده از شهرستان تولک استان غور (امارت)
- مولوی خان گل بشیر از شهرستان تولک استان غور

فرماندهان شهرستان تولک از سال ۱۳۸۰ تا سال ۱۴۰۰
نسبت عدم منبع موثق و منظم نبودن اسامی فرماندهان قبل از سال ۱۳۸۰ از درج آن صرف نظر گردیده‌است.
1. گل احمد خان از شهرستان تولک استان غور
2. سعدالدین از شهرستان ساغر استان غور
3. عبدالبصیر حفیظی از شهرستان تیوره استان غور
4. قوت الله از شهرستان امام صاحب استان قندوز
5. عبدالله لعلزاد از شهرستان تیوره استان غور
6. سید گل غفوری از شهرستان تیوره استان غور
7. گل اعلم کریمی از شهرستان دولتیار استان غور
8. علاءالدین غوری از فیروزکوه استان غور
9. غلام جیلانی از شهرستان تیوره استان غور
10. غیاث الدین افضلی از شهرستان تیوره استان غور
11. سید سردار از استان غزنی
12. ملا هدایت الله توحیدی از شهرستان تولک استان غور (امارت)
13. حافظ محمد آصف اسد از شهرستان ساغر استان غور
14. مولوی رمضان ثابت از شهرستان دولینه استان غور

## آموزش
در شهرستان تولک به تعداد ۶۱ باب مکتب فعالیت دارد که شامل ۱۰ مکتب لیسه، ۱۲ مکتب متوسطه، ۳۶ مکتب ابتداییه و ۳ مدرسه اسلامی می‌شود. 
یک مرکز تربیه معلم تحت نام منارجام به‌شکل خصوصی نیز در مرکز شهرستان تولک فعالیت داشت اما فعلا نقل مکان نموده است.
مراکز آموزشی خصوصی که جهت آموزش مضامین دینی، ساینسی، زبان و خوشنویسی در مرکز شهرستان فعالیت دارند:
1. مرکز آموزشی راه فردا.(غیر فعال)
2. مرکز آموزشی سادات.(غیر فعال)
3. مرکز آموزشی مصباح سر از تاریخ اول سال میلادی ۲۰۲۴ آغاز به فعالیت نموده است و فعلا نیز فعال میباشد.

### لیست مکاتب شهرستان تولک
لیسه‌ها:
1. لیسه سید عبدالله علوی
2. لیسه نسوان مرکز
3. لیسه چهار راه
4. لیسه گزک
5. لیسه گاوکش
6. لیسه تگاب اشنان
7. لیسه دای
8. لیسه سنگ خلق
9. لیسه سنگ میشینه
10. لیسه رباط جواجه

متوسطه‌ها:
1. متوسطه تهاب
2. متوسطه تنگی تلوک
3. متوسطه نسوان صحرایک
4. متوسطه درودی جواجه
5. متوسطه گلدان
6. متوسطه نسوان گلدان
7. متوسطه نسوان اویان
8. متوسطه پیلوند
9. متوسطه نسوان تگاب اشنان
10. متوسطه کوتاه
11. متوسطه خاکچه
12. متوسطه زارگی

ابتداییه‌ها:
1. ابتداییه بقرستان
2. ابتداییه ریگچه
3. ابتداییه خمین
4. ابتداییه اناث خمین
5. ابتداییه چهارخانه
6. ابتداییه خواجه سیمن
7. ابتداییه جهره گک
8. ابتداییه آب بره
9. ابتداییه نسوان عقابخانه
10. ابتداییه ذکور عقابخانه
11. ابتداییه الاره
12. ابتداییه نسوان گزک
13. ابتداییه نهاله
14. ابتداییه نسوان پیلوند
15. ابتداییه مناره
16. ابتداییه گردن بریده
17. ابتداییه سیاه خاک
18. ابتداییه دستاسک
19. ابتداییه آبشگن
20. ابتداییه تخرید
21. ابتداییه تنگی نبات
22. ابتداییه نوچاره
23. ابتداییه کلور
24. ابتداییه تولکی‌ها
25. ابتداییه رضوان
26. ابتداییه اسپی سبست
27. ابتداییه رزقا
28. ابتداییه شنگ
29. ابتداییه ماه گل
30. ابتداییه دهن ماه گل
31. ابتداییه نسوان سنگ میشینه
32. ابتداییه کبوترخان
33. ابتداییه سردره
34. ابتداییه دهن زارگی
35. ابتداییه پیتوباغ

## بهداشت
به تعداد ۶ مرکز بهداشت دولتی در این شهرستان فعالیت دارند که عبارتند از:
1. مرکز بهداشت جامع (CHC) مرکز شهرستان تولک
2. مرکز بهداشت فرعی (SHC) منطقه چهار راه
3. مرکز بهداشت فرعی (SHC) منطقه دای
4. مرکز بهداشت اساسی (BHC) منطقه تگاب اشنان
5. مرکز بهداشت اساسی (BHC) منطقه گاوکش
6. مرکز بهداشت اساسی (BHC) منطقه درودی جواجه.

تعداد پسته‌های بهداشتی: ۴۹ پسته بهداشتی
تعدا آشیانه‌های بهداشتی : ۵ آشیانه
(۲) تیم سیار بهداشتی (MHT) نیز در این شهرستان فعالیت دارند.
همچنان در مرکز این شهرستان سه درمانگاه شخصی نیز فعالیت دارند.قابل ذکر است هنوز در سطح شهرستان عملیات های ساده مانند سزارین و اپاندیسیت انجام نمی شود و در درمانگاه مرکز داکتر جراح وجود ندارد
نظر به پیشنهادهای  مکرر باشندگان شهرستان تولک به مقام استان و ریاست صحت عامه اخیر ، اخیرا محترم داکتر موفق رییس صحت عامه اظهار نمود که بزودی درمانگاه بهداشتی مرکز تولک پیشرفته تر خواهد شد.

## ارتباطات
در ساحه شهرستان تولک سه شبکه مخابراتی خصوصی وجود دارد که متأسفانه شبکه مخابراتی دولتی سلام در روز سقوط این شهرستان به‌دست طالبان اولا به آتش کشیده شد و بعداً انفجار داده شده که تا اکنون در قسمت فعال سازی دوباره آن کدام توجه از طرف مسئولان صورت نگرفته‌است، و فعلاً در مرکز شهرستان تولک تنها شبکه مخابراتی افغان بیسیم فعالیت دارد و همچنان در ناحیه چهار راه شبکه‌های مخابراتی اتصالات و روشن به‌صورت مشترک در یک تاور فعالیت دارند.
شبکه مخابراتی MTN ساحات شمال شهرستان تولک را از شهرستان چشت استان هرات تحت پوشش قرار داده‌است.
شبکه مخابراتی افغان تیلیکام از طریق دستگاه‌های وی سی ان نیز در قریه جات این شهرستان مورد استفاده قرار می‌گیرد و در جریان سال‌های ۲۰۱۹ به بعد اکثر مناطق که تحت پوشش خدمات مخابراتی نیستند از خدمات اینترنتی توسط دستگاه‌های ماهواره ای WiFi که توسط شرکت‌های خصوصی خدمات ارایه می‌نماید استفاده می‌کنند.
خدمات اینترنتی در این شهرستان محدود بوده و در مرکز شهرستان مشترکان از اینترنت 2G شبکه افغان بیسیم و باسرعت پایین از ساعت ده شب الی پنج صبح استفاده می‌نمایند و فعلاً نیز چندین شبکه خدمات اینترنتی ماهواره توسط دستگاه‌های WiFi در مرکز شهرستان خدمات ارائه می‌کنند.

## اقتصاد
باشندگان این شهرستان عموماً کشاورز بوده و به تربیه مواشی نیز مصروف اند. خشکسالی ، تحولات اخیر سیاسی کشور و توقف پروژه های کمک  رسانی سازمان های خیریه داخلی و خارجی باعث شده بالای ۹۰ درصد ساکنان این شهرستان زیر خط فقر زندگی ‌کنند.
بی مهری دولتمردان مرکز  غور در ادوار مختلف باعث شده این شهرستان در قسمت اعمار زیرساخت های عام المنفعه کمتر مورد توجه قرار گیرد.
چرخه اقتصادی وابسته به کشاورزی و کارگری در کشور ایران بوده که از این طریق خانواده ها امرار معیشت می نمایند ، به‌طور اوسط از هر دو خانواده یک نفر در  ایران مصروف کار هستند.
خشکسالی سه سال اخیر که از سال 1400 هـ ش شروع گردیده باعث شده زمین های کمتری تحت کشت قرار گیرد که از این لحاظ نیز فقر گسترش یافته است.
مواد خوراکی و غذایی این شهرستان از شهر هرات انتقال داده می شود و کرایه انتقال هر کیلوگرام آن حدود 4 افغانی است، نسبت به شهرستان های دیگری استان غور قیمت اجناس و مواد خوراکی در بازار مرکز ارزان تر می باشد.
جشم امید مردم به معادنی است که در ساحه این شهرستان وجود دارد، هرچند تا هنوز روند استخراج معادن به‌صورت رسمی آغاز نگردیده است.

### معادن
در شهرستان تولک معدن طلا و جست در منطقه نعل بندان، زغال سنگ در قریه‌های کلور، کشکامین، زرنیج و سنگ سفید. معادن گچ در قریه‌های لرک، اویان، کرمنج. معادن سرب در قریه‌های زرقل و سم سنگی. معادن سنگ مرمر در روستاهای کلور و کشکامین و زارگی موقعیت دارند.
معادن زغال سنگ، گچ و سرب عملاً در این شهرستان به شیوه ابتدایی توسط مردم استخراج می‌گردد و برای اولین بار در سال ۱۳۹۵ اولین کارخانه کوچک تولید گچ با برند (گچ صدف) شروع به تولید نمود که پس از یک سال نسبت به ناتوانی مدیریت و نا امنی کار تولید آن توقف نمود.
معدن سرب که در روستای زرقل موقعیت دارد را در ماه اسد سال جاری 1402 شرکت افغان انویست بعد از رقابت با شرکت های دیگر برنده گردید و نظر به وعده مقامات امارت اسلامی افغانستان قرار است بزودی کار عملی استخراج این معدن شروع گردد.
قرار است شاهراه بادغیس - فاریاب و شاهراه هرات-غور که به‌طور تخمینی حدود 300 میلیون دالر هزینه بر میدارد نیز از معدن سرب این شهرستان تامین گردد، حال آنکه دقیقا امتیازاتی که برای شهرستان تولک در نظر گرفت شده نیز هنوز مشخص نیست و سرک های این شهرستان نیز مخروبه اند.

## مؤسسات
۱- همآهنگی کمکهای انسانی (CHA): از سال ۱۹۹۹ میلادی تا الان در شهرستان تولک فعالیت داشته و در تطبیق پروگرام‌ها نقش مهمی در این شهرستان دارد که از بزرگ‌ترین پروژه‌های عملی آن در این شهرستان می‌شود برنامه همبستگی ملی را نام برد و فعلاً تطبیق کننده پروژه صحتمندی در این شهرستان می‌باشد.
۲- دفتر میثاق شهروندی(PMU): از سال ۱۳۹۶ با آغاز برنامه ملی میثاق شهروندی در این شهرستان فعالیت خودرا آغاز نموده و تطبیق کننده پروژه‌های انکشافی روستا ها و نظارت کننده برنامه ملی میثاق شهروندی می‌باشد.
دفتر میثاق شهروندی بعد از تغیر دولت جمهوری اسلامی برنامه خویش را در این شهرستان متوقف نموده و اکثر پروژه‌هایش به شکل نیمه تمام باقی مانده‌است
۳- دفتر CRDSA: مؤسسه غیردولتی بوده و تطبیق کننده پروژه‌های کوتاه مدت سازمان غذایی جهان (WFP) در این شهرستان می‌باشد که جدیداً در سال ۱۳۹۷ دراین شهرستان شروع به فعالیت نموده‌است.
و همچنان در اوایل سال ۲۰۲۲ فعالیت موسسات نیز در شهرستان تولک افزایش یافته که در زمینه‌های صحت روانی، حمایت از اطفال و توزیع مواد غذایی WFP فعالیت دارند مانند:
1. سازمان ACTED: در زمینه توزیع مواد غذایی WFP فعالیت دارد.
2. سازمان Warchild UK:در زمینه حمایت از اطفال آسیب دیده.
3. سازمان ActionAid: در زمینه زراعت.
4. سازمان World Vision: در زمینه توزیع مواد غذایی WFP.
5. سازمان CRS: جدیداً آغاز به فعالیت نموده.
6. سازمان AAH: فعالیت‌های در بخش زراعت داشتند.
7. سازمان HealthNet TPO: در زمینه صحت روانی در شهرستان تولک فعالیت دارد.

۱۱- مؤسسه احیای مجدد انصاری برای افغانستان ARAA: پروژه حمایت از اطفال و مادران شیرده و حامله که تمویل کننده آن دفتر UNICEF می‌باشد را در این شهرستان در ماه دسامبر۲۰۲۲ آغاز نموده و به تعداد ۳۳۱۶ خانواده را تحت پوشش قرار داده که از کمک‌های نقدی مستفید خواهند شد. 
پروژه مذکور بعد از اخاذی ها و مداخلات اراکین دولتی متأسفانه کنسل شد.
قابل ذکر است شهرستان تولک بستر مناسب برای تطبیق پروژه‌های انکشافی و اجتماعی برای موسسات خیریه بوده که با داشتن امنیت خوب و داشتن منابع بشری این فرصت را مساعد ساخته تا موسسات خیریه و سازمان‌های کمک کننده در تطبیق پروژه‌های خویش در این شهرستان موفق باشند.